# Leonardo Miggiorin
Leonardo Moreira Miggiorin, née le 17 janvier 1982 à Barbacena, est un acteur brésilien.